# 桑水流裕策
桑水流 裕策（くわずる ゆうさく、1985年10月23日 - ）は、日本のラグビーユニオンの指導者。元ラグビー選手。

## プロフィール
- 鹿児島県鹿児島市[1]出身。
- ニックネームはツル。
- ポジションはフランカー(FL)。
- 身長 188cm、体重 97kg
- 7人制日本代表キャップは59[2]。「ミスターセブンズ」と呼ばれた[3]。
- 15人制日本代表キャップは3。
- 日本A代表に選ばれたことがある。

## 経歴
高校からラグビーを始めた。
2004年、鹿児島工業高校卒業後、福岡大学に入る。
2005年、初めて7人制日本代表に選ばれた。
2008年、福岡大学卒業、コカ･コーラウエストレッドスパークス（現・コカ・コーラレッドスパークス）に加入。同年9月6日に行われたジャパンラグビートップリーグ第1節の九州電力キューデンヴォルテクス戦にて先発出場で公式戦初出場を果たす。
2009年、ラグビーワールドカップセブンズ2009の7人制日本代表に選ばれた。
2012年5月5日に行われたアジア5カ国対抗2012UAE戦で日本代表初キャップを獲得した。
2013年、ラグビーワールドカップセブンズ2013の7人制日本代表に選ばれた。
2014年のアジア大会では7人制日本代表として金メダル獲得に貢献。
2016年リオデジャネイロオリンピックでは、初めて採用された7人制ラグビーの日本代表主将として出場し、ニュージーランドを破るなど4位に入る健闘を見せた。
2018年10月にトップリーグ100試合出場を達成した。
2020年1月にナナイロプリズム福岡のヘッドコーチに就任。
2021年、年末のコカ・コーラレッドスパークス廃部をもって、現役を引退した。